# Biblioteca centrale di Port Elizabeth
La Biblioteca centrale di Port Elizabeth (in inglese Port Elizabeth Main Library) è un edificio storico della città di Port Elizabeth in Sudafrica. 

## Storia
Le origini della biblioteca risalgono al 1844, quando venne fondata una piccola società di lettura chiamata Port Elizabeth News Society, inizialmente ospitata in una stanza in affitto sopra un negozio di Jetty Street. Nel 1845 la società si trasferì nell'edificio noto come Commercial Hall, situato dove oggi sorge l'attuale biblioteca. Nel 1848, un'assemblea pubblica portò alla fondazione di una biblioteca a sottoscrizione, finanziata da donazioni pubbliche, entrate annuali garantite e un contributo statale. Grazie a queste risorse, la società acquisì la proprietà del Commercial Hall. Nel 1854, l'edificio venne ceduto in affitto al governo e adibito a tribunale. La biblioteca, nel frattempo, si spostò in diverse sedi fino al 31 luglio 1902, quando venne ufficialmente inaugurato l'attuale edificio al posto del vecchio Commercial Hall. Negli anni 1960 si ipotizzò la demolizione dell’edificio per far posto a un nuovo blocco amministrativo, ma il progetto non fu realizzato e, nel 1983, la biblioteca venne dichiarata monumento storico.

## Descrizione
L'edificio si trova all'angolo nord-occidentale di Market Square nel centro di Port Elizabeth.
L’edificio è considerato un eccellente esempio di architettura neogotica vittoriana, con una facciata in terracotta prodotta in Inghilterra. Davanti alla biblioteca si erge una statua in marmo siciliano della regina Vittoria, inaugurata nel 1903, che domina la piazza circostante.

## Galleria d'immagini

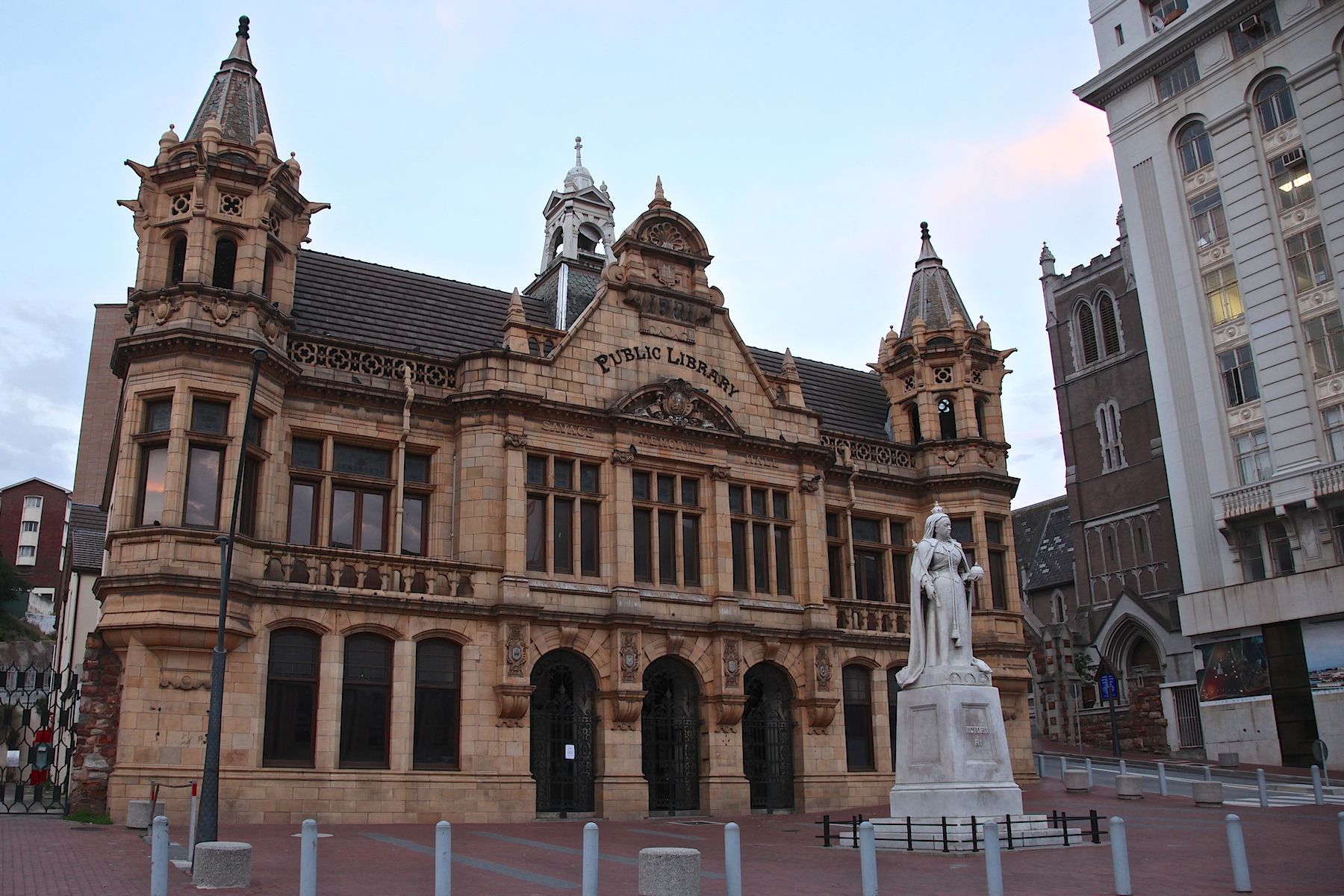
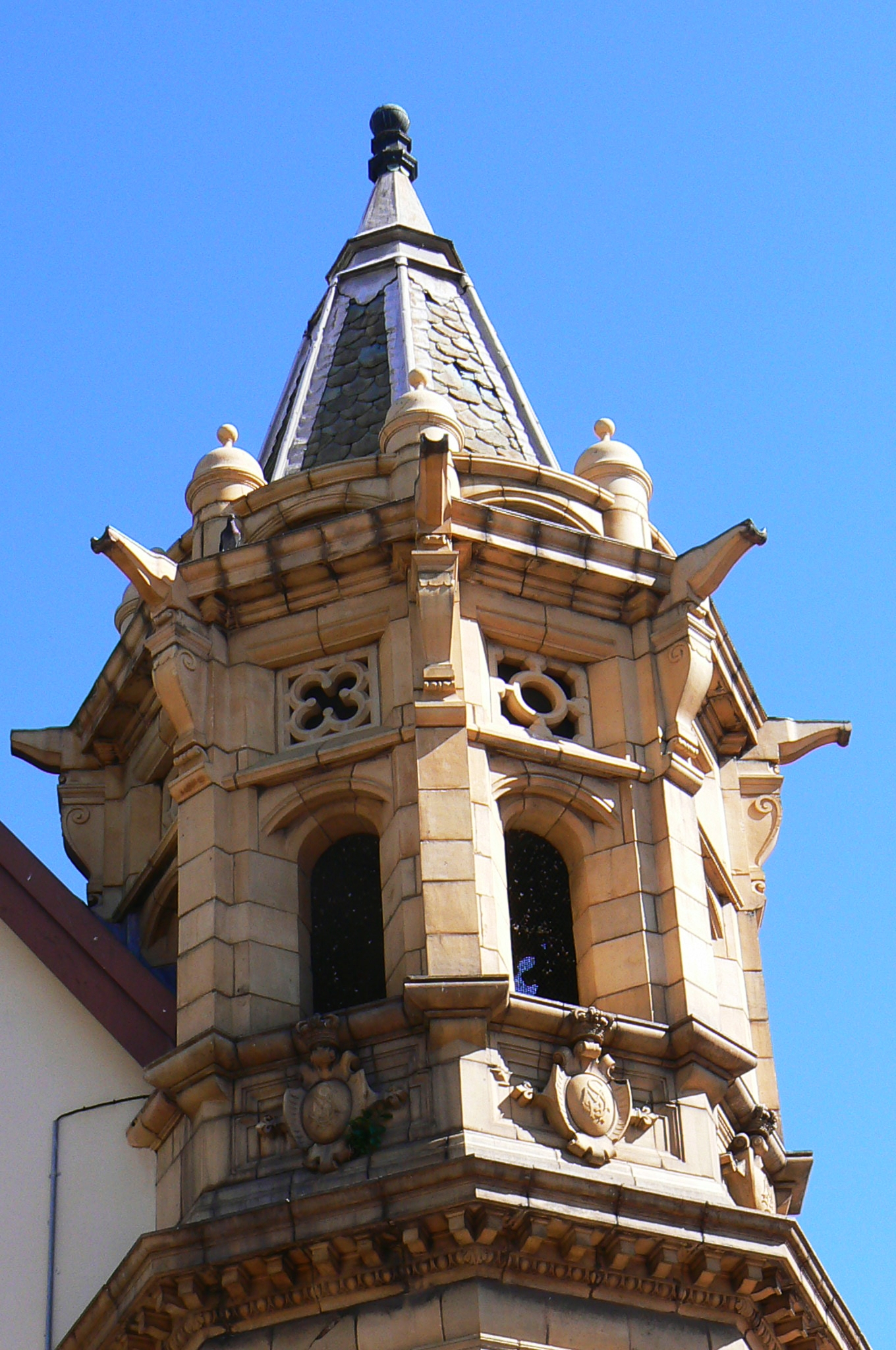
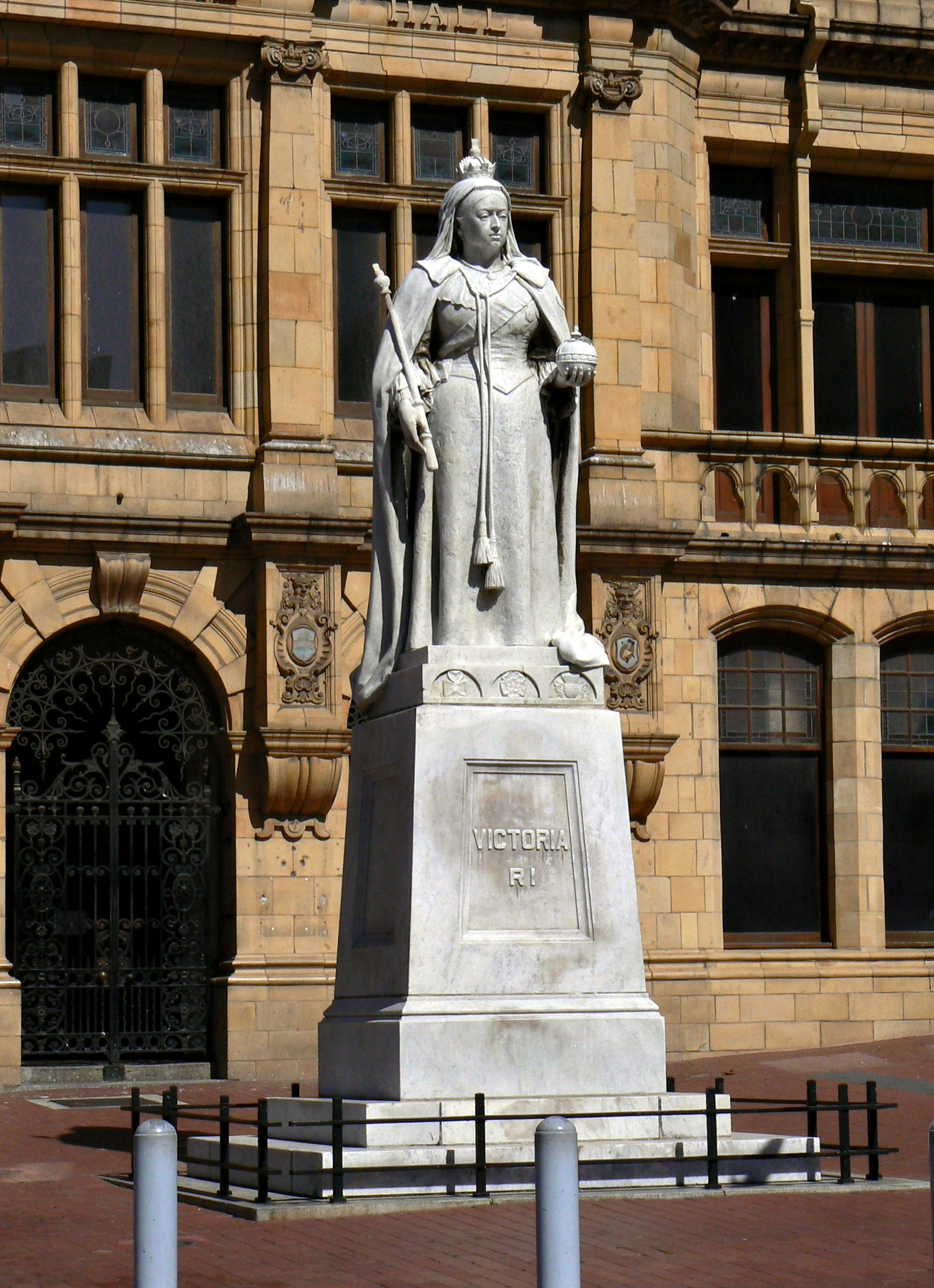